# Chitré
Chitré ist die Hauptstadt der Provinz Herrera in Panama. Die Stadt liegt etwa 7 km vom Golf von Panama entfernt auf der Azuero-Halbinsel. Der Stadtname leitet sich vom indigenen Stamm der Chitra ab. Im Jahr 2000 hatte Chitré 25,336 Einwohner.
Am 21. Juli 1962 errichtete Papst Johannes XXIII. das Bistum Chitré.
Bürgermeister ist Juan Carlos Huerta (Stand: August 2022).